# Indijski nosorog
Indijski nosorog (znanstveno ime Rhinoceros unicornis), imenovan tudi veliki enorogi nosorog in veliki indijski nosorog, je nosorog na indijski podcelini. Na rdečem seznamu IUCN je naveden kot ranljiv, saj so populacije razdrobljene in omejene na manj kot 20.000 km². Poleg tega se obseg in kakovost najpomembnejšega habitata nosoroga, aluvialnih travnikov in rečnih gozdov šteje, da se zmanjšuje zaradi poseganja ljudi in živine. Od leta 2008 je bilo ocenjeno, da skupaj živi 2575 odraslih osebkov v naravi.
Indijski nosorog se je nekoč raztezal po celotnem območju indo-gangeške ravnine, vendar je prekomerni lov in razvoj kmetijstva drastično zmanjšal njihov obseg na 11 mest v severni Indiji in južnem Nepalu. V zgodnjih 1990-ih je bilo ocenjeno, da je bilo še med 1870 in 1895 nosorogov. 

## Evolucija
Predniki nosorogov so se najprej razlikovali od drugih perisodaktilov v zgodnjem eocenu. Mitohondrijska DNA primerjava kaže na prednike sodobnih nosorogov, ki so se ločili od prednikov Equidae pred približno 50 milijoni let [7]. Obstoječa družina, Rhinocerotidae, se je najprej pojavila v poznem eocenu v Evraziji in predniki obstoječih vrst nosorogov, razpršenih po Aziji, začenši v miocenu .
Fosili R. unicornis se pojavljajo v srednjem pleistocenu. V pleistocenu se je rod Rhinoceros raztezal po južni in jugovzhodni Aziji, primerki pa na Šrilanki. V holocenu pred 3200 leti so nekateri nosorogi živeli tako daleč na zahodu, kot Gujarat in Pakistan.
Indijski in javanski nosorogi, edini člani rodu Rhinoceros, se prvič pojavljajo v fosilnem zapisu v Aziji pred približno 1,6 milijona - 3,3 milijona let. Vendar pa molekularne ocene kažejo, da so se vrste lahko razlikovale veliko prej, pred približno 11,7 milijoni let . Indijski in javanski nosorog, čeprav pripadata tipu rodu, naj ne bi bila tesno povezana z drugimi vrstami nosorogov. Različne študije so predvidevale, da sta lahko tesno povezana z izumrlima Gaindatherium ali Punjabitherium. Podrobna kladistična analiza Rhinocerotidae je postavila nosoroga in izumrlega Punjabitheriuma v klad z Dicerorhinusom, sumatrskim nosorogom. Druge študije so pokazale, da je sumatrski nosorog bolj povezan z dvema afriškima vrstama.  Sumatrski nosorogi so se lahko oddaljili od drugih azijskih nosorogov že pred 15 milijoni let.

## Razširjenost
Indijski nosorog se je nekoč gibal po celotnem severnem delu indijske podceline, ob porečju rek Ind, Ganges in Brahmaputra, od Pakistana do indijsko-mjanmarske meje, vključno z Bangladešem in južnimi deli Nepala in Butana. Morda je prišel tudi do Mjanmara, južne Kitajske in Indokine. Naseljuje aluvialna travišča v ravnini Tarai in Brahmaputra. Zaradi uničenja habitatov in podnebnih sprememb se je njegov obseg postopoma zmanjševal, tako da je do 19. stoletja preživel le na traviščih Taraija v južnem Nepalu, severnem Utar Pradešu, severnem Biharju, severozahodni Bengaliji in v dolini Brahmaputre.

## Opis
Indijski nosorog ima debelo sivo rjavo kožo z rožnatimi kožnimi gubami in črnim rogom. Zgornja dela in ramena so prekrita z bradavičastimi izboklinami. Ima zelo malo telesnih dlak, razen trepalnic, ušesnih resic in krtače za rep. Samci imajo velike vratne gube. Lobanja je težka z osnovno dolžino nad 60 cm in zatiljem nad 19 cm. Njegov nosni rog je rahlo zaobljen z osnovo približno 18,5 cm krat 12 cm, ki se hitro zoži, dokler se gladki, enakomerni del stebla ne začne približno 55 mm nad bazo. Pri živalih v ujetništvu se rog pogosto obrablja do debelega glaviča. 
Nosorogov rog je prisoten tako pri samcih kot samicah, ne pa pri mladičih. Črni rog je čisti keratin, kot človeški nohti in se začne prikazovati po približno šestih letih. Pri večini odraslih rog doseže dolžino približno 25 cm, vendar je bil zabeležen do 36 cm dolžine in teže 3,051 kg. 
Med kopenskimi sesalci, ki so avtohtoni v Aziji, je indijski nosorog drugi po velikosti za azijskim slonom. To je tudi drugi največji nosorog, le za belim nosorogom. Samci imajo dolžino glave in telesa 368–380 cm, višino ramen 170–186 cm, samice pa imajo dolžino glave in telesa 310–340 cm in višino ramen 148–173 cm . Samci so v povprečju težki približno 2200 kg in težji od samic, ki imajo v povprečju okoli 1600 kg. Največji primeri so tehtali do 4.000 kg
Bogata prisotnost krvnih žil pod tkivi v gubah mu daje rožnato barvo. Gube na koži povečajo površino in pomagajo pri uravnavanju telesne temperature. Debela koža ga ne ščiti pred muho Tabanus, pijavkami in klopi, ki mu sesajo kri.

## Način življenja
Indijski nosorog je večinoma samotar, čeprav jih včasih vidijo tudi v skupinah v času kopanja v rekah. 
So zelo teritorijalne živali, posebej v času parjenja. Teritorij samca ima površino okoli 2-8 km² in ga označuje z urinom. Prehod preko tujega ozemlja lahko povzroči spopad.
Indijski nosorog nima naravnih sovražnikov, razen tigrov, ki lahko napadejo nezaščitene mladiče.
Lahko tečejo s hitrostjo 55 km / h, so dobri plavalci in imajo dober sluh in voh, a slavo vidijo.
Indijski nosorogi so vegetarijanci. Hranijo se s travami, plodovi, vejami in algami. Hranijo se večinoma ob mraku in zjutraj. 

## Razmnoževanje
Brejost samice indijskega nosoroga traja 16 mesecev, mladič ostaja z materjo do največ tri leta. Razmak med dvema brejostima traja okoli 34-51 mesecev. Samice so spolno zrele s 4 leti, vendar redko pride do parjenja pred dopolnjenim šestim letom starosti. 
Samci so spolno zreli s petimi in se najpogosteje parijo tek s 15 leti, ko postanejo dovolj veliki in močni ter privlačni za samice. Življenjska doba indijskega nosoroga je okoli 40 let. 

## Ogroženost
Indijski je nosorog občutljiva vrsta z 2575 osebki v divjini: 378 v Nepalu, 2200 v Indiji in 19 v Butanu. Zaradi ostrih zaščitnih ukrepov se številčnost te vrste nosoroga povečuje. Uspeh programa zaščite je še pomembnejši, če vzamemo v obzir, da je leta 1900 v divjini živelo komaj 200 osebkov. 